# سرستین اشمیت
سرستین اشمیت (انگلیسی: Cerstin Schmidt؛  – ) لژسوار اهل آلمان بود.
وی در مسابقات کشوری و بین‌المللی در مجموع برندهٔ ۴ مدال طلا، ۴ مدال نقره، ۳ مدال برنز شده‌است.